# Ikarus 365
Ikarus 365 — туристический автобус венгерской фирмы Ikarus, серийно выпускавшийся с 1985 по 1993 год.

## Описание
На Западе производство автобусов прекратилось к 1977 году, когда рынок стал насыщенным, и Ikarus снова начали выпускать, в основном, для стран СЭВ. В это время началась разработка семейства туристических автобусов Ikarus 300, которая была связана с промышленным дизайнером Ференцем Эрси. Серийное производство Ikarus 365 началось в 1986 году, когда были представлены ещё две модели — Ikarus 415 и Ikarus 435.
Ikarus 365 принадлежал некоторым компаниям Volan, в том числе Plain Volan (3 единицы), Jaszkun Volan, Bakony Volan и Alba Volan. Некоторые организации занимаются общественными работами над Ikarus 365 под государственным управлением.

## Технические характеристики
Ikarus 365 оснащён двигателем Rába D2156 MT6U мощностью 184 кВт при 2200 об/мин и крутящим моментом 898 Н·м при 1400 об/мин в паре с шестиступенчатой механической трансмиссией ZF S6-90U. Опционально автобус оснащался двигателями DAF, MAN, Mercedes-Benz или Cummins. Другие опции — АКПП, тонированные и изолированные боковые стёкла, тенты с электроприводом, зеркала с подогревом, пассажирские сиденья с ручкой, сетка для журналов, пепельница, вешалка для шляп, складной столик, аудиосистема, HIFI, телевизор с цветным изображением видео, телефон, кондиционер, автоматическое отопление, мини-бар, холодильник, автомат для приготовления горячих напитков, кулер для воды, раздевалка, туалет, кухня и специальная полироль.

## Галерея

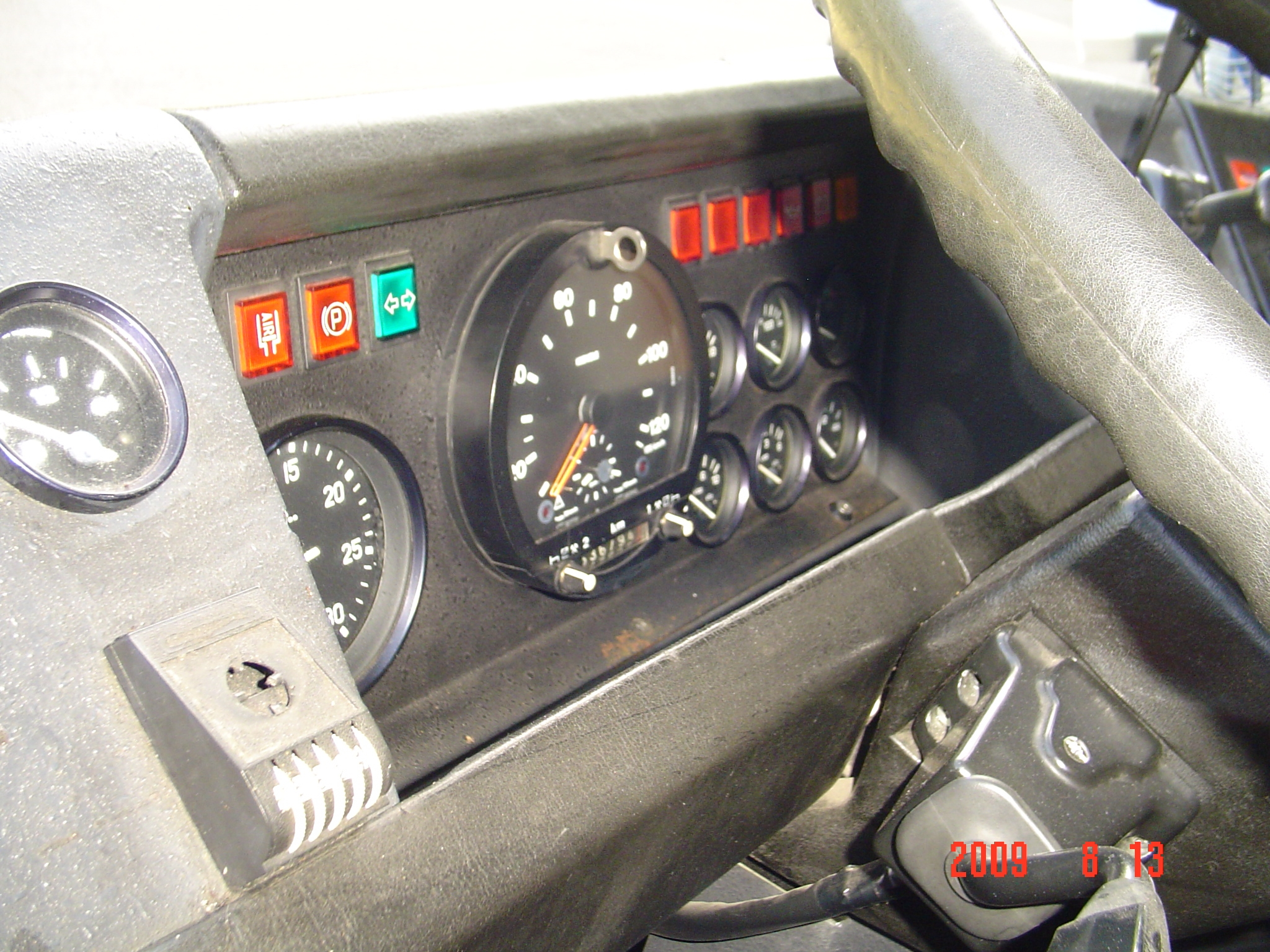
Приборная панель
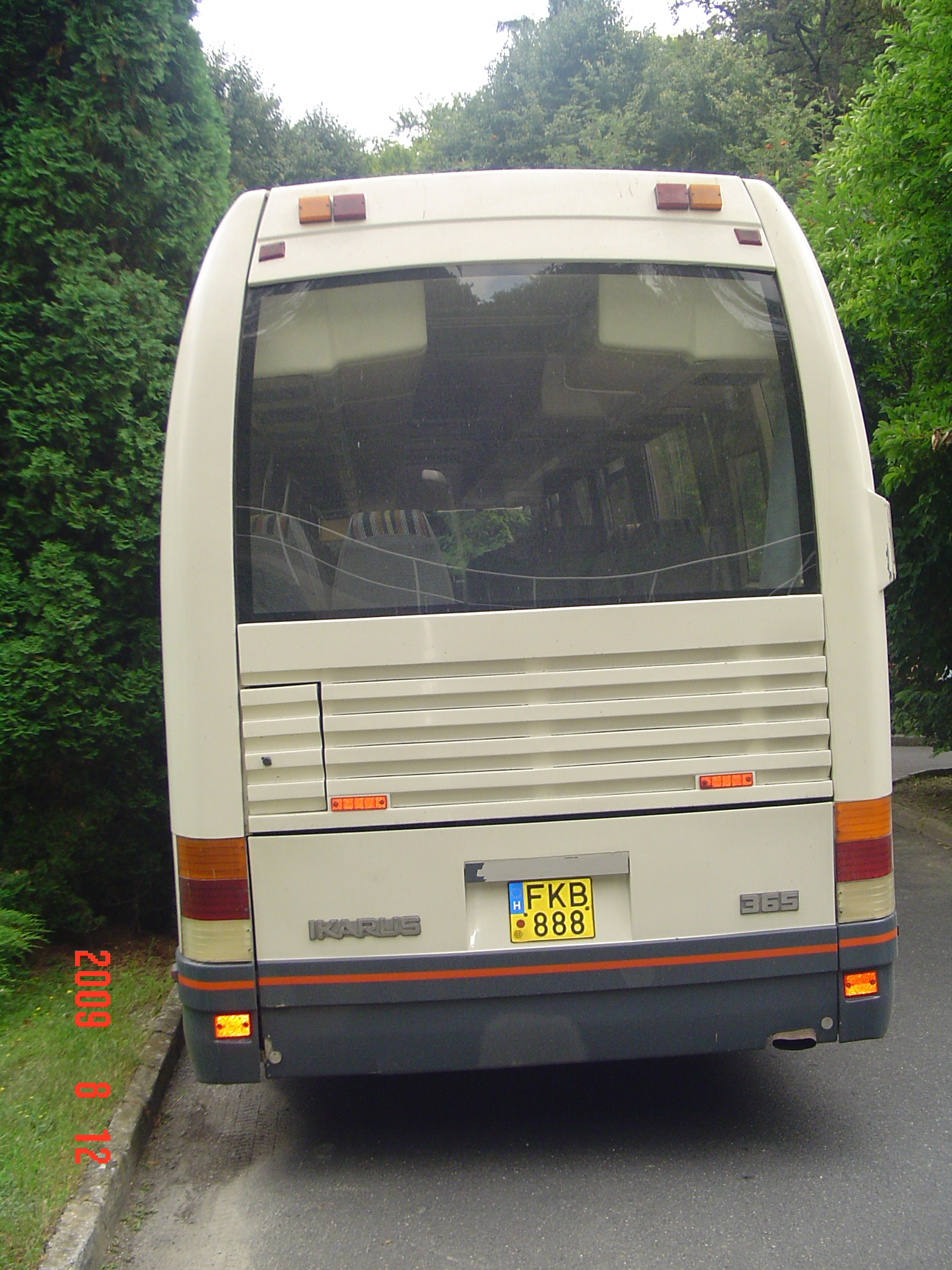
Вид сзади